# Invasor nativo
En biogeografía, se denomina nativa invasora o invasor nativo al taxón específico o subespecífico que, dentro de su área de distribución original y a causa de una alteración antrópica o anormalidad natural excepcional, sus números poblacionales han aumentado exponencialmente, al punto de producir perjuicios significativos a las actividades humanas o alteraciones de magnitud en los ecosistemas nativos, impactando negativamente sobre los valores de conservación, a un nivel de perturbación tal que obliga a evaluar o aplicar métodos de control de sus efectivos para morigerar o anular el trastorno producido.

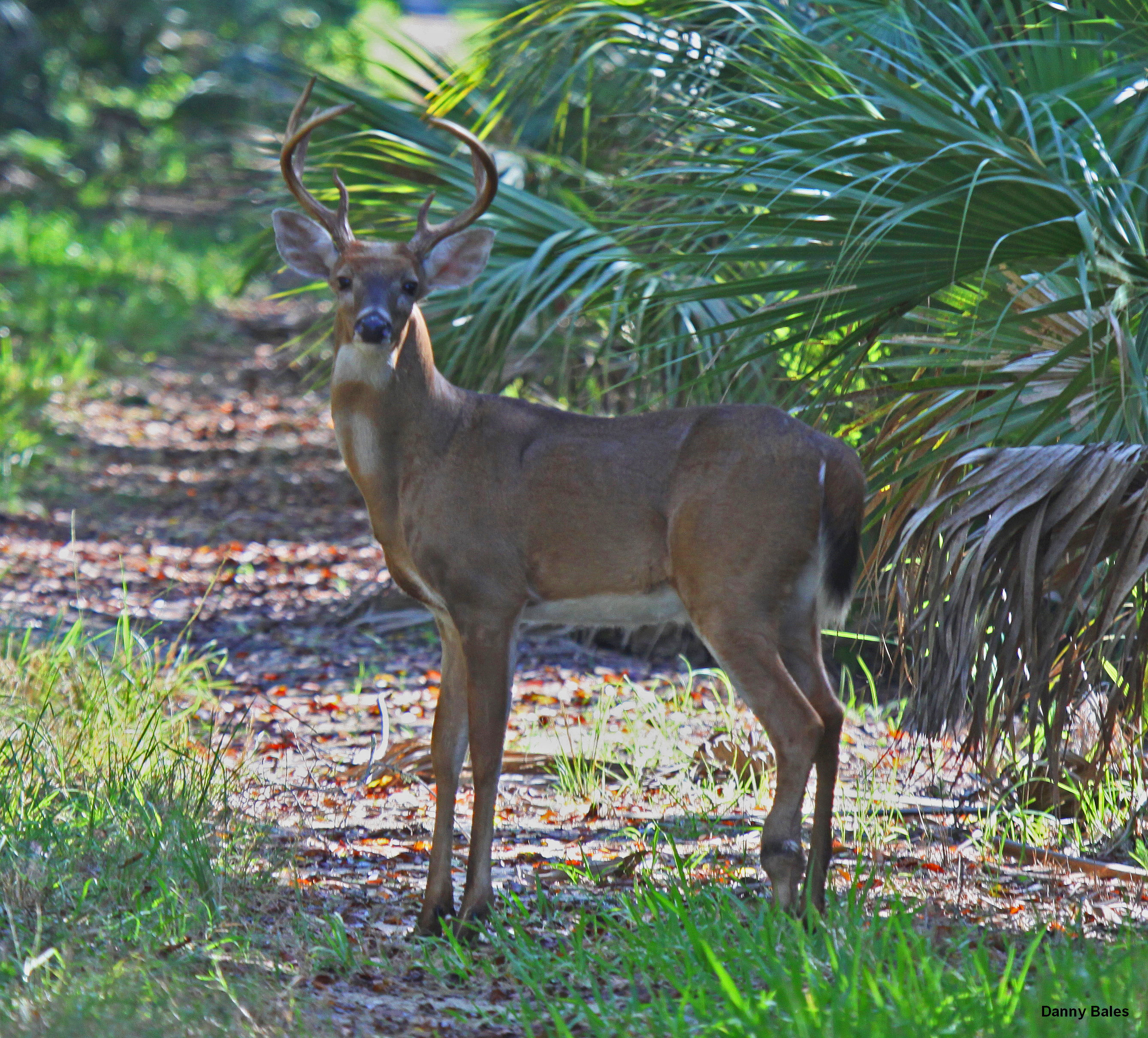
Un venado cola blanca (Odocoileus virginianus), una especie que en parte de su distribución se comporta como invasora nativa.

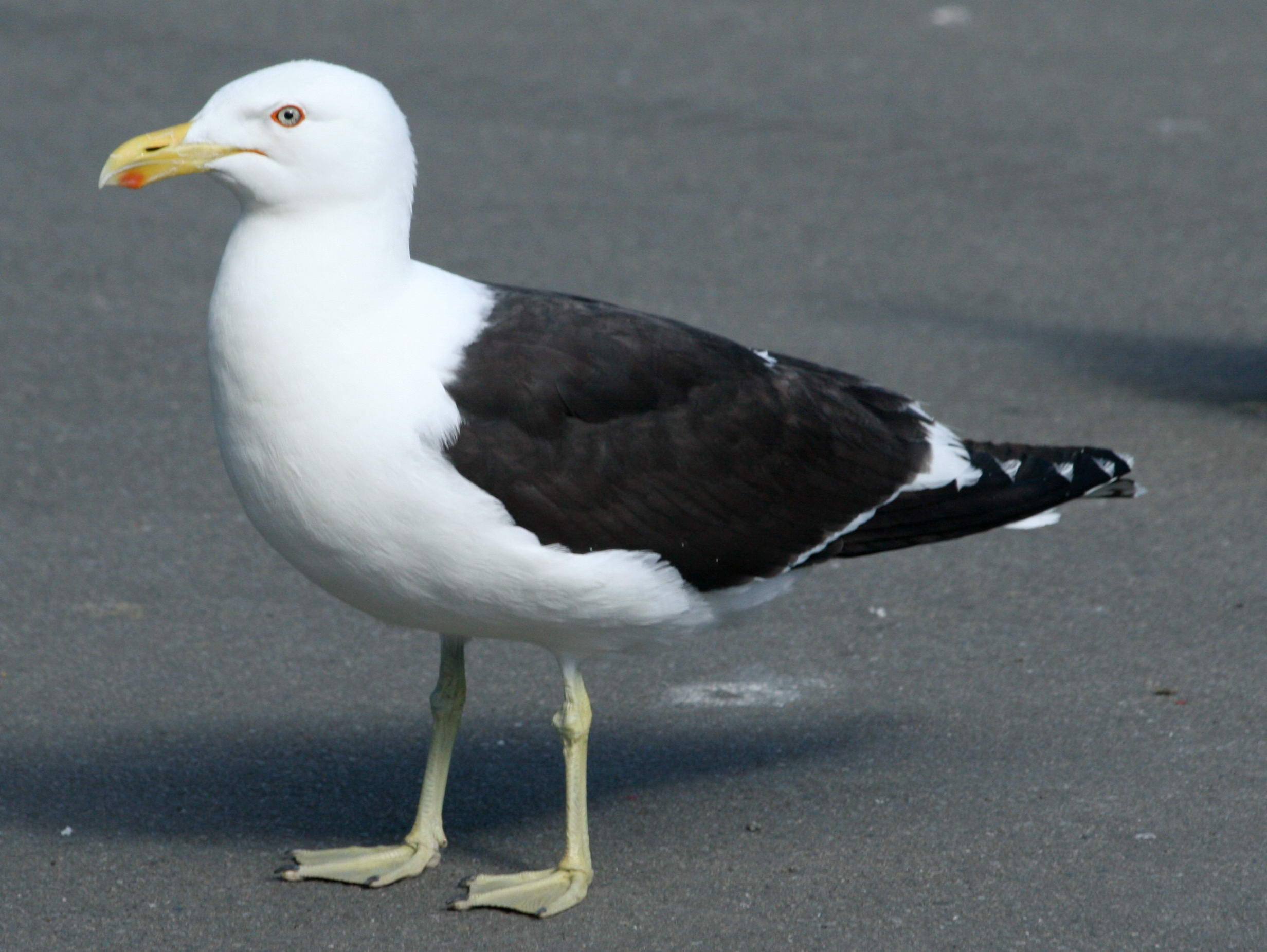
Muchas especies de gaviotas se comportan como invasoras nativas, en este caso, una gaviota cocinera (Larus dominicanus).

Su existencia suele ser la expresión de procesos complejos, por lo que representan un conjunto inusual de desafíos para la ciencia, la gestión, la política y la sociedad, requiriendo de análisis adicionales y diferenciados de los que se utilizan para hacer frente a las invasiones por taxones exóticos o introducidos. Los invasores nativos representan un riesgo importante para la fauna y flora nativa; incluso se llegó a comprobar que pequeños cambios en la abundancia relativa de alguna especie de la comunidad condujeron a cambios sustanciales en las redes tróficas. En muchos casos han reducido o extirpado poblaciones de otras especies nativas, llegando incluso a ser determinantes para que algunas especies sean clasificada como amenazadas o en peligro. El mayor obstáculo para su control suele ser el lograr convencer a la opinión pública de que una especie nativa puede haberse transformado en un problema, para así poder posteriormente generar un amplio apoyo para aplicar sobre las mismas, acciones de manejo con base científica. El concepto es utilizado tanto para animales como para plantas.

## Causas que los generan
En todos los tipos de ecosistemas, las actividades humanas pueden promover la aparición de invasores nativos. Estos logran dominar a la comunidad al explotar oportunidades de nicho creadas por las actividades humanas o vacantes como resultado de la pérdida o disminución de otras especies nativas. Estos procesos pueden ocurrir por variadas razones, siendo las principales resumidas en tres tipos.
Una de ellas es el cambio climático antrópico, el cual facilita el crecimiento de la población de especies nativas a través de un aumento de los porcentajes de supervivencia o un incremento de las tasas de reproducción, haciendo que la abundancia de un taxón nativo se eleve a niveles muy superiores a los observados previamente, pudiendo llegar a un dominio completo de la comunidad.
Una segunda e importante causa son las modificaciones del hábitat o del ambiente regional mediadas por humanos, lo que puede llevar a algunos taxones a un aumento numérico y, concomitantemente, al de sus acciones de predación o competencia, excediendo los niveles naturales. En este grupo se incluyen la supresión de incendios forestales, la urbanización, la eliminación de depredadores, la creación de nuevos soportes o hábitats de nidificación, la desforestación, la forestación, la nueva oferta trófica representada especialmente por la agricultura o la ganadería, el aumento de la superficie de determinados hábitats, etc.
Una tercera forma importante es la liberación intencional —dentro de su distribución indígena— de cantidades de ejemplares de un determinado taxón, por considerarlo de alto valor económico. Esto puede afectar a otras especies consideradas de poco valor para la economía humana, pero fundamentales para el funcionamiento del ecosistema. Tales invasiones a menudo pasan desapercibidas, pero pueden tener efectos considerables.

## Desafíos que representan y métodos de control
Los invasores nativos, al ser per se nativos y no exóticos, plantean un conjunto inusual de preguntas para la investigación científica, así como desafíos para las estrategias de gestión de manejo de fauna, la educación pública, la aplicabilidad de los programas de conservación de las especies silvestres, la legislación ambiental y la administración política. Su detenido estudio, efectuado mediante el desarrollo de investigaciones multidisciplinarias, implica esfuerzos de la comunidad científica y los agentes gubernamentales. Esto es fundamental para acumular la información necesaria para, posteriormente, los responsables de la formulación de políticas puedan definir cuáles deberán ser las acciones más adecuadas para contenerlos o combatirlos, atendiendo al mismo tiempo a los variados objetivos de los distintos actores interesados, casi siempre, antagónicos. Convencer a todas las partes concernientes a cumplir con las medidas de gestión escogidas, destinadas a controlar a los invasores nativos, plantea importantes desafíos sociales. Del mismo modo, es de esperar posibles oposiciones de la opinión pública no directamente implicada, la cual, si ya pone reparos en ejercer control letal sobre algunas de las especies exóticas, se resiste todavía más a hacerlo sobre especies nativas, especialmente si estas son carismáticas. Un argumento recurrente que esgrimen es que los productores poseen la tendencia a sobreestimar los daños causados por el taxón conflictivo, coadyubados por la escasez de estimaciones independientes de las pérdidas ocasionadas.
Los desafíos se multiplican, por ejemplo, una especie nativa puede haberse trasformado en invasora en una red alimentaria y continuar en estado poblacional normal en otra cercana, lo que claramente crea un problema educativo único, que no se presenta en los casos de especies invasoras no nativas, por lo que los programas de divulgación deben transmitir los matices espaciales y temporales de las estrategias de mitigación, para evitar daños a las especies nativas fuera del área en la que estas son invasivas.
Es clave el identificar los agentes causantes que impulsaron su rápida expansión poblacional, para poder luego intentar neutralizarlos o morigerarlos mediante los esfuerzos de mitigación más efectivos. Del mismo modo, se debe evaluar claramente los conflictos y cuantificar la magnitud real de los daños de una manera neutral. Posteriormente es dable avanzar en el conocimiento de los distintos enfoques de manejo estratégico más adecuados a cada situación, ajustando su aplicabilidad y utilidad y los riesgos asociados, así como testear objetivamente los resultados en términos de costo–beneficio que devengarían, para disminuir o anular los probables efectos secundarios indeseados.
Las opciones de acciones a aplicar pueden ser muy variadas, desde mejorar el diseño de cosechadoras (para disminuir la pérdida de granos), disuasivos acústicos, combate por medios letales, instalación de barreras físicas o de elementos disuasorios, acoso directo, la reubicación directa, la remoción o relocalización de áreas de nidificación, hasta incluso la implementación de métodos anticonceptivos, por ejemplo el control efectuado a la población del uapití de Yellowstone. Para casos de peces, se han establecidos programas de recompensas económicas para pescadores. El objetivo final es conservar la biodiversidad contribuyendo a una producción agropecuaria más sustentable y, al mismo tiempo, al bienestar humano.

## Similitudes y diferencias con otros conceptos biogeográficos
No todos los invasores nativos son taxones neonativos, ya que este fenómeno también puede ocurrir dentro de los límites geonómicos tradicionales de los taxones nativos. Un taxón invasor nativo puede llegar a resultar un grave problema para las actividades humanas, lo que lo hace asemejarse a muchos de los taxones introducidos, sin embargo la lucha a entablar con ellos difiere drásticamente respecto a los objetivos de máxima —retornar a los números poblacionales históricos versus la erradicación total, respectivamente—. Se diferencia de los taxones tradicionalmente considerados plagas o perjudiciales en que estos últimos pueden ser introducidos y, fundamentalmente, en que su calificación no siempre guarda relación con su abundancia. Muchas especies combatidas por ser consideradas perjudiciales para la agricultura o la ganadería, han mantenido esa categoría hasta llegar a su completa extinción regional e incluso global, por ejemplo el zorro malvinero, el lobo de Hokkaido, el lobo marsupial o tilacino, etc.

## Algunos ejemplos
Un ejemplo de invasor nativo en plantas es el vinal (Prosopis ruscifolia), árbol del gran Chaco americano, con gran capacidad para acometer pastizales sobrepastoreados o cultivos abandonados; los ambientes invadidos pasan a ser considerados perdidos para la producción, ya que forma densas comunidades monoespecíficas, dentro de las cuales casi no crecen pasturas, incluso restringiendo con sus largas espinas el acceso del ganado. Algo similar es lo que ocurre con el enebro en su área de distribución nativa, el oeste y el sudoeste de Estados Unidos; como resultado de la supresión artificial de incendios forestales, terminó por cubrir con sus densas poblaciones las otrora despejadas praderas.
Siguiendo en Estados Unidos, un ejemplo de invasor nativo en mamíferos es la alteración en la composición de los bosques de la región oriental causada por el ramoneo de los venados de cola blanca; estos han aumentado sus poblaciones gracias a que los humanos redujeron o eliminaron las poblaciones de sus controladores: lobos, pumas, linces y osos.
Ejemplos mundiales de invasores nativos en aves se encuentran en muchas especies de gaviotas, ya que aprovechan la oferta trófica representada por los descartes de la pesca, así como por la basura producida en las ciudades, para aumentar sus números poblacionales, afectando a otras especies acuáticas al predar sus huevos o pichones, incluso atacando a grandes ballenas.
Un caso distinto ocurre con la cotorra argentina (Myiopsitta monachus) en las regiones sudamericanas donde este psitácido es originario. Esta especie se vio notablemente beneficiada por la actividad humana, al haber trastocado su ambiente nativo (bosques semixerófilos) por tierras de cultivo, poniendo a su disposición una gigantesca oferta alimenticia en forma de granos, tanto los expuestos en la misma planta como los enormes volúmenes de pérdida producidos durante las actividades de cosecha y transporte hacia los puertos o centros de acopio. Paralelamente, el cultivo de eucaliptos también la benefició, ya que sobre estos elevados árboles pasaron a instalar sus nidos comunales, inalcanzables allí para sus predadores terrestres. El resultado fue que sus números poblaciones aumentaron exponencialmente. La presión de las entidades agropecuarias sobre las autoridades obligó a estas a terminar por implementar campañas de exterminio, empleando los más varios métodos: caza, quema o envenenamiento de sus nidos, diseminación de cebos tóxicos, pago por patas, etc. Algo similar ocurre en tierras de cultivo de muchas partes del globo con numerosas especies de columbiformes o de patos, estos últimos sacan provecho de las extensas superficies reconvertidas en arrozales.
Un ejemplo de la transformación de un taxón nativo en invasor, producto de la liberación intencional de cantidades de ejemplares dentro de su distribución indígena —por considerarlo de alto valor económico—, es el caso de las especies de peces objetivo de pesca deportiva, lo que altera las proporciones de integrantes de la comunidad y pone en riesgo a sus presas naturales, siendo este el caso de la trucha arcoíris (Oncorhynchus mykiss) y su impacto sobre los anfibios en la Columbia Británica.